# NGC 5917
NGC 5917 (również PGC 54809 lub Arp 254) – galaktyka spiralna (Sb), znajdująca się w gwiazdozbiorze Wagi. Odkrył ją John Herschel 16 lipca 1835 roku.

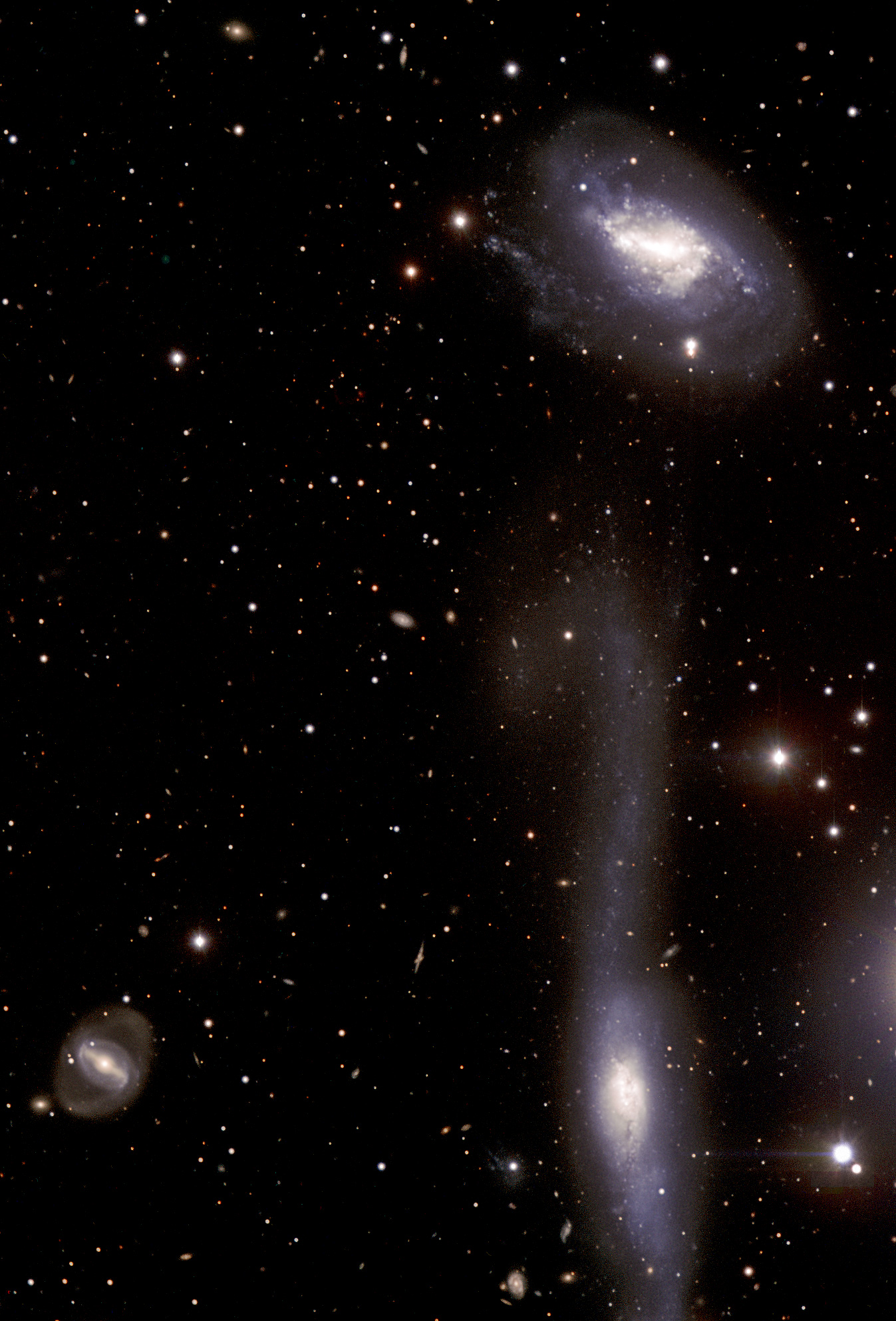
NGC 5917 (u góry) i wydłużona MCG-01-39-003 na zdjęciu ESO

Galaktyka ta oddziałuje grawitacyjnie z sąsiednią MCG-01-39-003, o czym świadczy długi strumień materii wyrwanej z tej drugiej galaktyki. Obie galaktyki znajdują się w odległości około 87 milionów lat świetlnych od Ziemi.
W galaktyce NGC 5917 zaobserwowano supernową SN 1990Q.